# Menneville, Pas-de-Calais
Menneville là một xã trong tỉnh Pas-de-Calais ở vùng Hauts-de-France của Pháp.

## Dân số
| 1962                                                              | 1968 | 1975 | 1982 | 1990 | 1999 | 2006 |
| ----------------------------------------------------------------- | ---- | ---- | ---- | ---- | ---- | ---- |
| 276                                                               | 317  | 347  | 440  | 605  | 627  | 681  |
| Số liệu điều tra dân số tính từ năm 1962, dân số chỉ tính một lần |      |      |      |      |      |      |